# Отобрун
Отобрун (њем. Ottobrunn) општина је у њемачкој савезној држави Баварска. Једно је од 29 општинских средишта округа Минхен. Према процјени из 2010. у општини је живјело 19.923 становника. Посједује регионалну шифру (AGS) 9184136.

## Географски и демографски подаци
Отобрун се налази у савезној држави Баварска у округу Минхен. Општина се налази на надморској висини од 557 метара. Површина општине износи 5,5 km². У самом мјесту је, према процјени из 2010. године, живјело 19.923 становника. Просјечна густина становништва износи 3.603 становника/km².

## Међународна сарадња
| Мјесто   | Држава  | Врста сарадње | Од    |
| -------- | ------- | ------------- | ----- |
| Маргрејд | Италија | партнерство   | 1972. |
| Нафплио  | Грчка   | партнерство   | 2000. |
| Извор    |         |               |       |